# Patrik Lövgren
Ej att förväxla med medeldistanslöparen Patrik Löfgren
Sven Patrik Lövgren (folkbokförd Löfgren), född 12 oktober 1975 i Eriksfälts församling i Malmö, är en svensk före detta friidrottare, som tävlade som sprinter. Han representerade Heleneholms IF och sedan Malmö AI

## Bakgrund
Patrik Lövgren är son till två framgångsrika idrottare, Sven-Åke Lövgren och Margareta Lövgren.

## Karriär
Vid VM i Athen 1997 deltog han i det svenska laget i kort stafett som blev utslaget i kvartsfinalen (de andra i laget var Peter Karlsson, Torbjörn Mårtensson och Torbjörn Eriksson). Vid EM inomhus 2000 i belgiska Gent tog sig Lövgren till final, men startade inte där. Lövgren deltog vid EM inomhus 2002 i Wien där han tog sig till final på 60 meter och där kom in på en sjätteplats på 6,70. Vid EM 2002 i München tävlade han dels individuellt på 100 meter men slogs ut i försöken (tid 10,56 s), dels i stafett 4 x 100 meter. Stafettlaget, som förutom Lövgren bestod av Peter Häggström, Lion Martinez och Johan Engberg, slogs dock också ut redan i försöken.
Lövgren var även uttagen som reserv i laget i kort stafett vid EM i Göteborg 2006. Han behövde dock aldrig rycka in då de ordinarie medlemmarna Daniel Persson, Johan Engberg, Christofer Sandin och Stefan Tärnhuvud tävlade men blev utslagna i försöksheaten på mästerskapens näst sista tävlingsdag, den 12 augusti. Dagen efter avslöjades det att Lövgren och två andra svenska idrottsmän, Patrik Sjöberg och Sven Nylander, hade blivit omhändertagna under natten misstänkta för narkotikabrott. Lövgren stängdes omedelbart av från tävlande och beslut fattades senare på hösten att han inte skulle få tävla förrän den 1 april 2007.

## Utmärkelser
Patrik Lövgren utsågs 2003 till Stor grabb nummer 469 i friidrott.

## Personliga rekord
| Utomhus - 100 meter: 10,26 s (Jönköping 19 juni 2002) - 100 meter: 10,25 s (medvind) (Helsingborg 13 juli 2003) - 200 meter: 21,15 s (Halmstad 18 juli 1999) | Inomhus - 60 meter – 6,58 s (Paris, Frankrike 7 mars 1997) |

### Fotnoter
1. 1 2  Wiger 2006, s. 36.
2. 1 2 3  Wiger 2006, s. 153.
3. 1 2 3 4 5  Wiger 2006, s. 154.
4. ↑  ”Stora inne-SM 2002, resultat” (htm). Arkiverad från originalet den 13 december 2002. https://web.archive.org/web/20021213092936/http://m1.406.telia.com/~u40606160/ResultatISM.htm. Läst 14 april 2015.
5. ↑  ”Stora inne-SM 2003, resultat” (html). friidrott.stockholm.se. http://www.friidrott.stockholm.se/ism/resultat/p_resultat.html. Läst 14 april 2015.
6. 1 2 3 4 5  ”Personsida på AllAthletics”. all-athletics.com. Arkiverad från originalet den 30 oktober 2016. https://web.archive.org/web/20161030202818/http://www.all-athletics.com/node/74236. Läst 30 oktober 2016.
7. 1 2   Sveriges befolkning 1990. Ramsele: Svensk arkivinformation (SVAR), Riksarkivet. 2011. Libris 12076919. ISBN 9789188366917
8. 1 2  ”Stora grabbar”. storagrabbar.se. http://www.storagrabbar.se/grabbar_11.html. Läst 30 oktober 2016.
9. ↑  Stora grabbars märke Läst 2015-06-24
10. ↑  ”European Athletics Indoor Championships - Gent 2000” (på engelska). european-athletics.org. http://www.european-athletics.org/competitions/european-athletics-indoor-championships/history/year=2000/results/index.html. Läst 30 augusti 2017.
11. ↑  ”European Athletics Indoor Championships - Wien 2002” (på engelska). european-athletics.org. Arkiverad från originalet den 28 augusti 2017. https://web.archive.org/web/20170828233506/http://www.european-athletics.org/competitions/european-athletics-indoor-championships/history/year=2002/results/index.html. Läst 28 augusti 2017.
12. ↑  ”European Athletics Championships - München 2002” (på engelska). european-athletics.org. http://www.european-athletics.org/competitions/european-athletics-championships/history/year=2002/results/index.html. Läst 16 augusti 2017.
13. ↑  Henriksson, Karin; Flinck, Johan; Triches, Robert (13 augusti 2006). ”Svenska stjärnor i knarkskandal”. Aftonbladet. http://www.aftonbladet.se/sportbladet/friidrott/article10876026.ab. Läst 16 augusti 2017.
14. ↑  Rislund, Niclas (14 augusti 2006). ”"Alla test positiva"”. Expressen. http://www.expressen.se/sport/alla-test-positiva/. Läst 16 augusti 2017.
15. ↑  ”Kommentar från SFIF ang Patrik Lövgren”. friidrott.se. 5 september 2006. Arkiverad från originalet den 16 augusti 2017. https://web.archive.org/web/20170816194139/http://www.friidrott.se/nyheter.aspx?id=6175. Läst 16 augusti 2017.
16. ↑  ”Styrelsebeslut ang Patrik Lövgren”. friidrott.se. 6 september 2006. Arkiverad från originalet den 16 augusti 2017. https://web.archive.org/web/20170816232720/http://www.friidrott.se/nyheter.aspx?id=6183. Läst 16 augusti 2017.
17. ↑  ”Stora grabbar”. friidrott.se. Arkiverad från originalet den 31 mars 2016. https://web.archive.org/web/20160331202525/http://www.friidrott.se/historik/storagrabbar.aspx. Läst 30 oktober 2016.
18. 1 2  ”Personsida på IAAF:s webbplats”. iaaf.org]. https://www.iaaf.org/athletes/sweden/patrik-lovgren-50360. Läst 30 oktober 2016.
19. ↑  Holmberg 2009, s. 16.
20. ↑  Holmberg 2009, s. 50.